# Ácido orótico

ácido orótico.

El ácido orótico es un compuesto heterocíclico ácido, conocido también como ácido pirimidinecarboxílico. Históricamente se creía parte del complejo vitamínico B, que era elaborado por el intestino y era llamado vitamina B13, pero se sabe que no es tal vitamina y es elaborado por la flora intestinal. 
Sus sales, conocidas como orotatos, a veces se usan como portador de minerales en algunos suplementos dietéticos para aumentar su biodisponibilidad. Orotato de litio es el más usado en esta forma.

## Patología

aciduria herencia recesiva.

Un alza puede llevar aciduria orótica.
Tanto en la deficiencia de ornitina carbamoil transferasa como de arginasa, ambas enzimas del ciclo de la úrea, se produce un exceso de carbamoil fosfato el cual se convierte en ácido orótico. Esto conduce a un incremento de la excreción urinaria de ácido orótico.

oxidación por la enzima DHODH EC 1.3.3.1.